# Каріка Дмитро Євгенович
Дмитро Євгенович Каріка (нар. 25 червня 2005, Запоріжжя, Україна) — український футболіст, воротар німецької «Герти» (Целендорф).

## Життєпис
Народився в Запоріжжі. Вихованець ДЮСШ «Металург» (Запоріжжя). З 2018 по 2021 рік у складі вище вказаного клубу та харківського «Металіста» виступав у ДЮФЛУ. 10 травня 2022 року перейшов до молодіжної команди «Герти» (Целендорф). На початку липня 2023 року вільним агентом перейшов до «Вікторії 1889», а на початку липня наступного року переведений до першої команди вище вказаного клубу. Дебютував за столичний клуб 9 березня 2025 року в програному (1:2) домашньому поєдинку 25-го туру Регіоналліги «Північний Схід» проти резервної команди берлінської «Герти». Дмитро вийшов на поле в стартовому складі та відіграв увесь матч. Загалом у другій половині сезону 2024/25 років виходив на поле в 11-ти матчах Регіоналліги.
На початку липня 2025 року вільним агентом повернувся до «Герти».